# 鎮安県
鎮安県（ちんあん-けん）は中華人民共和国陝西省商洛市に位置する県。

## 行政区画
- 街道:永楽街道
- 鎮:回竜鎮、鉄廠鎮、大坪鎮、米糧鎮、高峰鎮、青銅関鎮、柴坪鎮、達仁鎮、木王鎮、雲蓋寺鎮、廟溝鎮、月河鎮
- 民族鎮:茅坪回族鎮、西口回族鎮

## 出身者
- 陳彦 - 小説家、劇作家。